# Grand-Fort-Philippe
 Grand-Fort-Philippe  là một xã ở tỉnh Nord trong vùng Hauts-de-France, Pháp.